# Félix Éboué
Félix Éboué (26. prosince 1884 Cayenne – 17. května 1944 Káhira) byl francouzský politik a koloniální úředník, představitel protifašistické koalice za druhé světové války.
Narodil se ve Francouzské Guyaně v rodině bývalých otroků, jeho matka provozovala malý obchod. Na základě stipendia vystudoval lyceum v Bordeaux a roku 1908 absolvoval práva na pařížské École nationale de la France d'Outre-Mer, hrál také úspěšně fotbal za Sporting club universitaire de France. Působil jako koloniální úředník v Ubangi-Šari, roku 1927 obdržel za své služby Řád čestné legie. Byl členem zednářské lóže a humanistickým myslitelem, hlásil se ke kulturní koncepci négritude. Usiloval o rozvoj infrastruktury v afrických zemích, podporoval vzdělávání domorodců a jejich zaměstnávání ve státních službách.
V roce 1936 byl jmenován guvernérem ostrova Guadeloupe a stal se tak historicky prvním černochem stojícím v čele některé francouzské kolonie. Roku 1938 byl přeložen na místo hlavního administrátora Čadu, po porážce Francie v roce 1940 navázal spolupráci s generálem Charlesem de Gaullem. Éboué se zasloužil o to, že Francouzská rovníková Afrika byla jedním z mála zámořských území podporujících Svobodnou Francii, na jeho rozkaz se také Philippe Leclerc de Hauteclocque zapojil do Operace Compass a vyhnal Italy ze strategického území al-Kufra. V roce 1944 Éboué vystoupil na Brazzavillské konferenci, kde požadoval, aby bylo po válce Afričanům uděleno plné francouzské občanství. Zemřel na mrtvici při návštěvě Káhiry.
Měl čtyři děti, jeho dcera Ginette se provdala za senegalského spisovatele a státníka Léopolda Sédara Senghora. Ébouého zásluhy o odboj za druhé světové války byly oceněny vyznamenáním Ordre de la Libération, v roce 1949 byly jeho ostatky uloženy v pařížském Panthéonu; bylo to poprvé, kdy se člověku barevné rasy dostalo této pocty. Jeho portrét se objevil na bankovkách a poštovních známkách řady frankofonních afrických zemí, je po něm pojmenováno náměstí Place Félix-Éboué ve 12. pařížském obvodu a fotbalový stadion v Basse-Terre, roku 2012 bylo Letiště Cayenne oficiálně přejmenováno na Aéroport international Félix Éboué.